# 시스토 다리

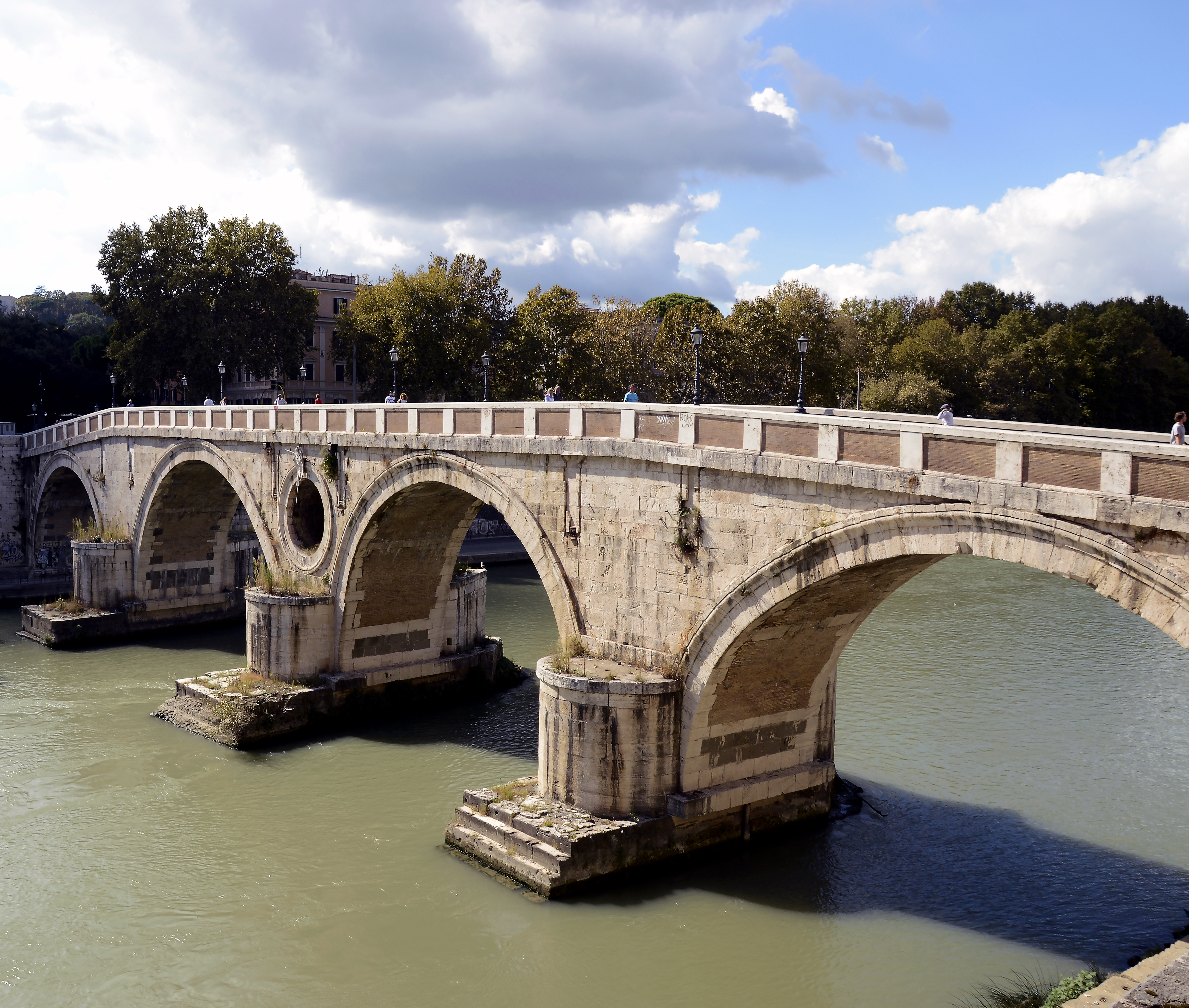
시스토 다리

시스토 다리(이탈리아어: Ponte Sisto)는 로마의 역사 중심부에 자리한  티베르 강을 가로지르는 다리이다. 레골라 리오네의 페티나리 로 (Via dei Pettinari)와 트라스테베레 리오네의 트릴루사 광장 (Piazza Trilussa)을 잇는다.
오늘날의 다리가 건설된 것은 1473년부터 1479년까지의 일로, 식스토 4세 교황 (치하 1471~84년)이 건설을 명하여 이후 그로부터 다리 이름이 붙여졌다. 건설을 맡은 이는 건축가 바초 폰텔리로, 짓는 과정에서 중세 초에 파괴됐던 옛 로마 다리인 아우렐리우스 다리(라틴어: Pons Aurelius)의 기념물들을 다시 사용했다. 현재 다리 통행은 보행자 전용이다.

## 고대 로마의 아우렐리우스 다리
시스토 다리의 선대격인 폰스 아우렐리우스, 즉 아우렐리우스 다리는 4세기와 5세기 저술가들이 처음으로 언급했고, 그 후 중세에는 "Pons Antoninus", "Pons Antonini in Arenula", "Pons Ianicularis id est pons ruptus vulgariter nominatus et Tremelus et Antoninus"라고 불렸다.
안토니누스 다리는 롬바르드 국왕 데시데리우스가 로마를 침공한 772년에 일부가 파괴되었고, 교황 시스토 4세가 현재의 모습으로 복구했다. 시스토란 이름도 교황의 이름에서 따온 것으로 오늘날까지 이어지고 있다.

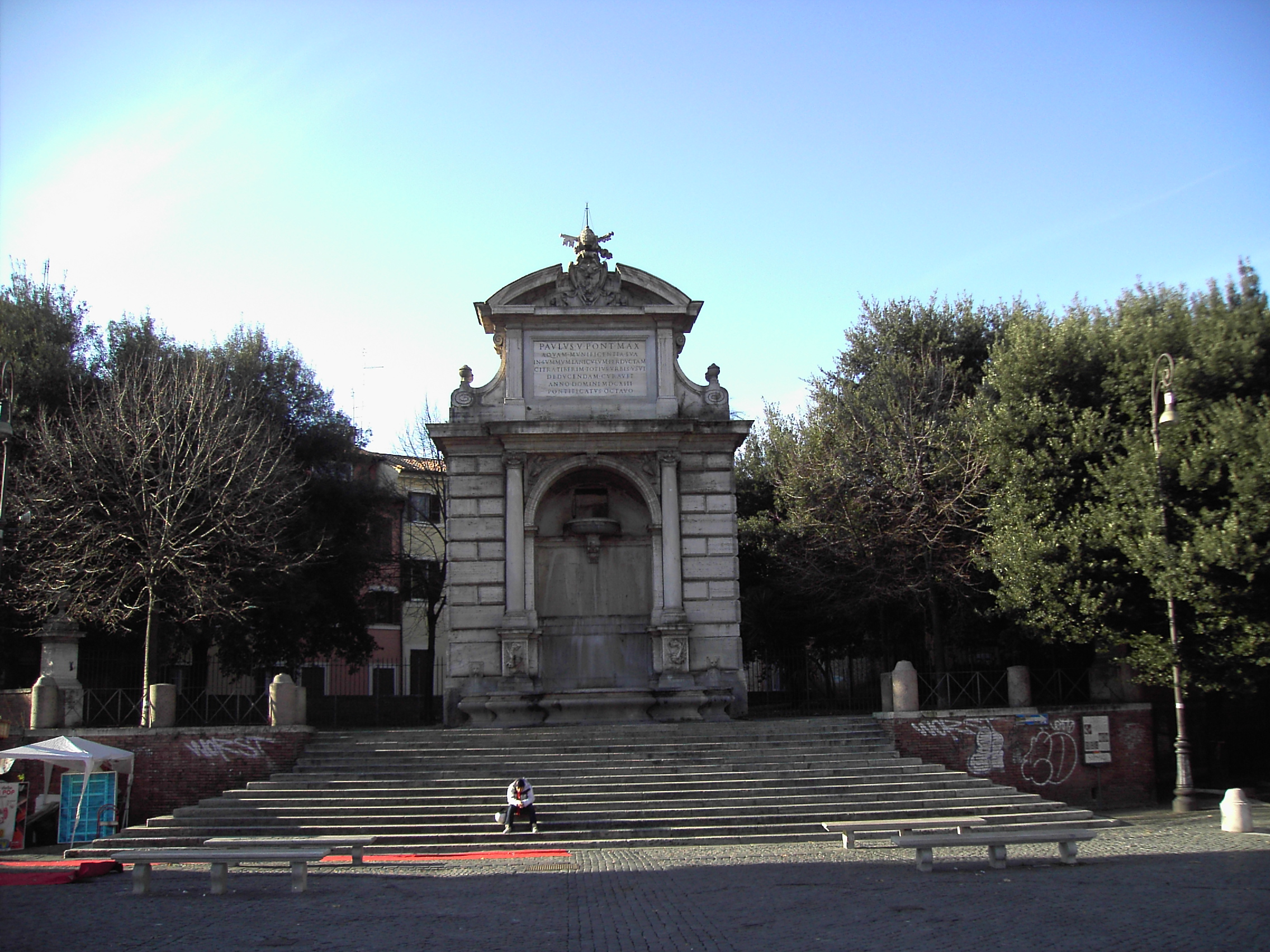
지금은 트릴루사 광장에 서있는 옛 아쿠아 파올라 분수의 모습

## 르네상스 시기의 시스토 다리
시스토 다리는 원형 '눈'이나 다리 중심 스팬더럴의 눈부신 조석조 덕분에 건축적으로 특색을 이루는데, 홍수가 났을 때 다리가 받는 강의 수압을 줄이기 위해 이런 식으로 세워진 것이다.
왼편 교두보에는 두 대리석판의 복제본이 놓여 있는데 다리 건설 당시 르네상스의 인문주의자였던 바르톨로메오 플라티나가 식스토 4세에게 경의를 표하며 지은 근사한 라틴어 헌사가 씌여 있다. 그 내용은 다음과 같다.
첫번째 헌사:
XYSTVS IIII PONT MAX
AD VTILITATEM P RO PEREGRINAEQVE MVLTI
TVDINIS AD JVBILAEVM VENTVRAE PONTEM
HVNC QVEM MERITO RVPTVM VOCABANT A FVN
DAMENTIS MAGNA CVRA ET IMPENSA RESTI
TVIT XYSTVMQVE SVO DE NOMINE APPELLARI VOLVIT
두번째 헌사:
MCCCCLXXV
QVI TRANSIS XYST QVARTI BENEFICIO
DEVM ROGA VT PONTEFICEM OPTIMVM MAXI
MVM DIV NOBIS SALVET AC SOSPITET BENE
VALE QVISQVIS ES VBI HAEC PRECATVS
FVERIS
페티나리 로와 줄리아 로가 만나는 지점에는 한때 분수 하나가 서 있었는데, 아쿠아 파올라의 '모스트라' (Mostra →전시품)이었다. 아쿠아 파올라는 교황 바오로 5세 (치하 1605~21년)가 다시 작동하도록 되살려낸 고대 로마의 수도로, 브라차노 호에서 트라스테베레까지, 트라스테베레에서 다리를 지나 캄포 마르치오까지 물을 끌어왔다. 시스토 다리는 지금까지도 아쿠아 파올라의 물을 여덟 개의 큰 배수관을 통해 이송하고 있다.

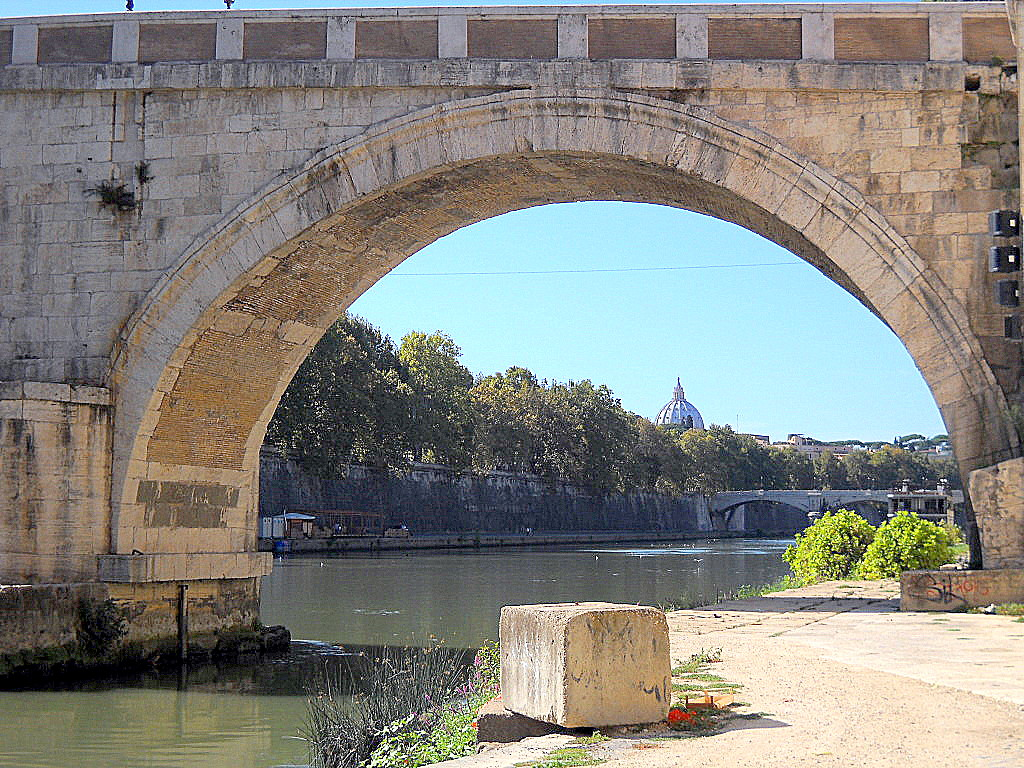
확대한 아치 부분

## 근대와 현재
1870년 이탈리아 통일 후 모스트라 델라쿠아 파올라 (→아쿠아 파올라의 모스트라, 즉 분수) 주변 건물들은 강변을 따라 룬고테베레를 건립하기 위해서 철거됐으며, 분수 자체는 다리 반대편에 있는 트릴루사 광장으로 이전했고 오늘날까지 이곳에서 물을 뿜고 있다.
1877년에는 커다란 주철 보행통로 두 개가 다리 양면의 대리석 까치발 위에 각각 추가로 설치됐다. 상당한 논란이 있은 뒤인 2000년 프란체스코 루텔리 로마 시장은 이 보도를 철거토록 하고 시스토 다리의 옛 윤곽을 복구시켰다. 그 이후로 다리 통행은 보행자 전용이 되었다.
오늘날 시스토 다리는 사람들로 활발하고 붐비는 캄포 데피오리 지역과 강 건너 트라스테베레에 있는 트리룰라 광장과 페티나리 로, 줄리아 로를 이어준다. 트라스테베레는 매주 금요일 밤마다 수많은 로마 젊은이들이 아페리티보를 먹으러 모이는 곳이기도 하다.